# Electronic Chart Display and Information System

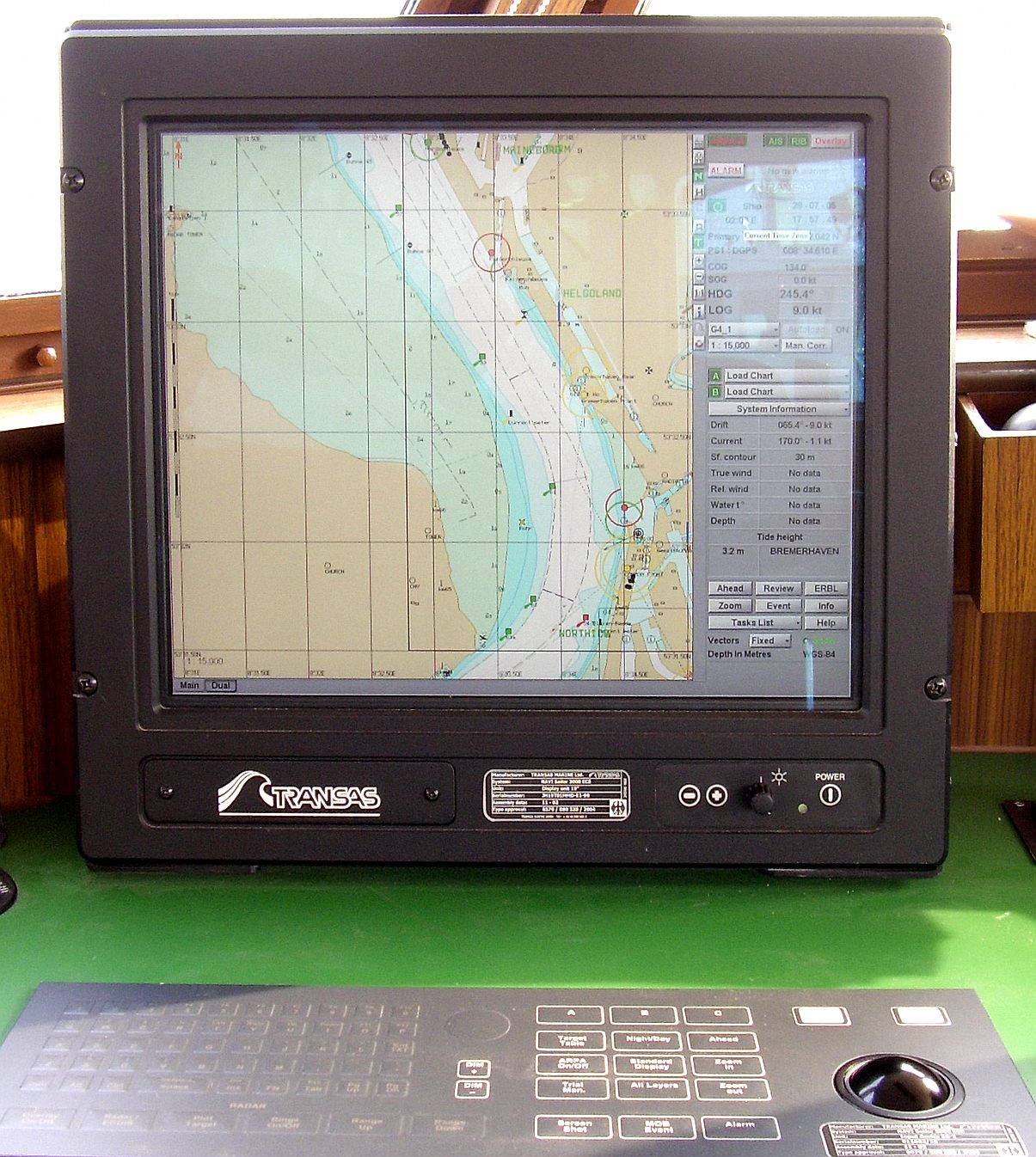
ECDIS-Anlage

Electronic Chart Display and Information System (ECDIS; deutsch Elektronisches Kartendarstellungs- und Informationssystem) ist ein elektronisches Navigationsinformationssystem. Es kombiniert:
- die Seekartendarstellung einer elektronischen Navigationskarte (kurz ENC, englisch Electronic Navigational Chart)
- zusätzliche objektbezogenen Informationen (z. B. zu Schifffahrtszeichen)
- Sensordaten wie die Positionsangaben eines Satellitennavigationssystemes (GNSS), Daten von Radar oder Echolot.

Damit lassen sich die aktuelle Position des Schiffes und viele navigatorisch relevante Informationen zusammen in einer Anzeige darstellen.

## Anwendung
Zu den auf der ECDIS-Anlage dargestellten Objekten der ENC können weitergehende Informationen abgerufen und angezeigt werden, beispielsweise Teile der Seehandbücher und des Leuchtfeuerverzeichnisses. Auch statische (Tiefgang) und dynamische (Position, Fahrt) Schiffsinformationen werden eingebunden. Durch die Verknüpfung der verschiedenen Informationen kann das System Warnmeldungen ausgeben. Das System kennt beispielsweise den Tiefgang des Schiffes und kann errechnen und darstellen, an welchen Stellen die Wassertiefe nicht mehr ausreichend groß ist. Weitere Warnmeldungen können z. B. die Annäherung an ein Verkehrstrennungsgebiet oder an Sperrgebiete aller Art sein. Die Daten werden in Echtzeit ermittelt.

## Karten und Format
Das international von der Internationalen Hydrographischen Organisation (IHO) standardisierte Format für elektronische Karten ist S-57. Dieses Format beschreibt objektorientiert aufgebaute Vektordaten; die einzelnen Kartendateien sind im ASCII-Code und als sog. „Zellen“ organisiert.
Viele ECDIS-Systeme können neben den Vektordaten auch Rasterdaten verarbeiten, da noch nicht für alle Seegebiete weltweit Vektordaten verfügbar sind. Rasterkarten sind hingegen kommerziell weit verbreitet, z. B. der globale Seekartensatz des britischen Admiralty Raster Chart Services (sog. ARCS-Karten). Wegen der funktionalen Nachteile von Rasterdaten bestehen hier aber Einschränkungen, siehe unten unter „Ersatz für Papierseekarte“.
Aus Gründen der Verarbeitungsgeschwindigkeit (performance) benutzen ECDIS-Systeme intern ein proprietäres Binärformat, die sog. System-ENC (SENC); der Import von Daten im Format S-57 (als genormtes Austauschformat) muss aber immer möglich sein.
Nicht dem ECDIS-Standard entsprechen von einzelnen Herstellern vertriebene proprietäre Kartenformate.

## Kartenaktualisierung
Neue Karteninformationen, beispielsweise über geänderte Leuchtfeuer oder vertriebene Tonnen, werden über ein Software-Update direkt übernommen und müssen also nicht mehr wie bisher von Hand eingezeichnet werden. Dieses Verfahren ist schneller durchführbar als bisher und vermeidet zudem Fehler beim Übertragen. Neben manuell vornehmbaren Änderungen werden offizielle Aktualisierungen wöchentlich herausgegeben und als CD-ROM per Post versandt. Darüber hinaus ist das Herunterladen per Datenverbindung möglich. Trotzdem müssen auch die Aktualisierungen auf einem externen Datenträger als Backup gespeichert werden.

## Ersatz für Papierkarte
Seit dem 11. September 2002 müssen Schiffe, die mit zwei zugelassenen, voneinander unabhängigen ECDIS-Geräten (Redundanz) und amtlichen ECDIS-Daten ausgerüstet sind, keine analogen (Papier-)Seekarten mehr mit sich führen.
Das gilt auch für die Sportschifffahrt.
Obwohl ECDIS grundsätzlich auch Rasterkarten (RNC) darstellen könnte, ist hier die Verwendung von Vektorkarten (ENC) vorgeschrieben. Grund hierfür ist der Informationsverlust der Darstellung, d. h. die Informationen der einzelnen Objekte (Attribute) sind nicht separat herauslesbar, auch das unübersichtliche Zusammenrücken der Symbole bei zu starken Verkleinerungen oder die zu grobe und pixelige Ansicht bei zu starken Vergrößerungen.

## Software
Für die Darstellung der elektronischen Karten gibt es kostenlose Software bei der IHO. Die in der Berufsschifffahrt eingesetzten ECDIS-Anlagen stellen die IHO-S-57-Daten mit einer Software nach dem IHO-S-52-Standard dar.